# (74036) 1998 HR45
(74036) 1998 HR45 – planetoida z pasa głównego asteroid okrążająca Słońce w ciągu 3,4 lat w średniej odległości 2,26 j.a. Odkryta 20 kwietnia 1998 roku.